# 픽셀 5a
픽셀 5a(Pixel 5a)는 구글 픽셀 제품군의 일부로 구글이 설계, 개발, 판매하는 안드로이드 스마트폰이다. 픽셀 5의 미드레인지 변종 역할을 한다. 2021년 8월 17일에 공식 발표되었고 8월 26일 출시되었다.

## 사양

### 디자인과 하드웨어
픽셀 5a는 알루미늄 본체와 스크린을 위한 고릴라 글래스 3로 제작되었다. 장치는 대부분 검은색이라는 단일 색상으로 제공된다. 하우징에는 두꺼운 플라스틱 코팅이 되어 있고 전원 버튼은 질감이 있다. 후면에는 카메라 렌즈 아래 중앙에 정전식 지문 센서가 있다. 그것은 스테레오 스피커를 가지고 있는데, 하나는 아래쪽 가장자리에 위치하고 다른 하나는 이어피스로 두 배 더 늘어난다. 그리고 3.5mm 헤드폰 잭을 가지고 있다. USB-C 포트는 다른 부속품을 충전하고 연결하는 데 사용된다.
픽셀 5a는 퀄컴 스냅드래곤 765G 시스템 온 칩(Kryo 475 코어, Adreno 620 GPU 및 Hexagon 696 DSP 포함)을 사용하며 6GB의 LPDDR4X RAM과 128GB의 확장 불가능한 UFS 2.1 내장 스토리지를 갖추고 있다. 스냅드래곤 765G는 표준 5G 연결을 허용하지만 "서브-6" 네트워크만 지원된다.
픽셀 5a는 4680mAh 배터리를 가지고 있으며 최대 18W의 속도로 빠르게 충전할 수 있다. 그것은 IP67 물 보호 등급을 가지고 있는데, 이것은 물 보호가 부족했던 그것의 전작에 비해 업그레이드 된 것이다.
픽셀 5a는 HDR을 지원하는 6.34인치(161mm) 1080p OLED 디스플레이를 갖추고 있다. 디스플레이의 가로 세로 비율은 20:9이며 전면 카메라를 위해 왼쪽 상단 모서리에 원형 컷아웃이 있다.
픽셀 5a에는 올라간 사각 모듈 내에 위치한 듀얼 후방 카메라가 포함되어 있다. 넓은 28mm 77° f/1.7 렌즈는 소니 엑스모어 IMX363 1220만 화소 센서를 가지고 있는 반면, 울트라 와이드 107° f/2.2 렌즈는 1600만 화소 센서를 가지고 있으며 전면 카메라는 800만 화소 센서를 사용한다. 30 또는 60fps의 속도로 4K 동영상을 녹화할 수 있다.

### 소프트웨어
픽셀 5a는 안드로이드 11과 구글 카메라 8.2와 함께 출시되었으며 통화 화면과 개인 안전 앱과 같은 기능을 갖추고 있다. 2024년 8월까지 3년간 주요 OS 업그레이드를 받을 것으로 예상된다. 픽셀 폰으로는 처음으로 구글 포토에서 고화질로 무제한 저장장치를 탑재하지 않았다.

## 알려진 문제
- 픽셀 5a는 4K 60fps 비디오를 녹화할 때 과열된다.[8] 종료되기 전에 4K 비디오 4분(1080p 비디오 30분)만 녹화할 수 있다. 구글은 과열 문제에 대한 조사를 계속하고 있다.[9]

디스플레이 아래쪽 절반에 터치스크린 문제가 있다. 구글은 그 문제들을 조사하고 있다.